# 林樂勤
林樂勤（Lam Jordan Lok Kan，1999年2月2日—），生於香港，香港足球運動員，司職左中場及左後衛，現時效力香港超級聯賽球會傑志。香港足球代表隊成員。

## 早年生活
林樂勤生於香港，只有數個月大的時候與家人在美國洛杉磯坦普爾市居住及後整家回流香港，自小常常到球場看前香港職業足球員的父親林燦彬踢足球亦一直都視他為偶像，於6歲便隨父親好朋友兼香港名宿山度士學習踢足球，到了7歲那年與弟弟參加由YMCA舉辦的足球賽奪得人生首個冠軍，於10歲加入父親與山度士經營的足球學校（後演變成車路士足校學校 (香港)）跟隨岑國培主教練所帶領的精英隊，征戰了多個級別的香港足總青少年聯賽，期間亦有隨隊參加西班牙地中海杯以及到各地集訓，並且因為協助球隊取得優異成績而晉身成為香港代表隊的一份子，他在小學時就讀中華基督教會基灣小學（愛蝶灣）曾贏得學界賽100米冠軍及後升讀體育名校拔萃男書院，在2014年3月更為拔萃男書院贏得全港學界精英賽冠軍及最有價值球員。

## 球會生涯
林樂勤於4月隨橫濱U15出戰曼聯超級盃大中華區，球會雖然未能出線，但他與隊友謝家榮則憑優異表現而賽事最佳15人陣容，而林樂勤亦吸引了時任中超班霸廣州恆大助教李鐵邀請加入青年軍，不過事後他還是婉拒了廣州恆大，因為他認為廣州恆大的青訓發展尚未成熟，故已擱置加盟的念頭。而隨後另一支中超球會山東魯能的總監更親自到其酒店游說兩人留下來跟操，又隨隊到巴西聖保羅集訓兩周，但最後都拒絕了加盟山東魯能的機會，因為一來家人不想林樂勤年紀太小便離開香港踢足球，二來他自覺跟山東魯能青年軍水平相差不遠，反而比較想試試可否在英國立足。
2015年，林樂勤在隨車路士足球學校四出比賽時，結識了一名英國球員經理人，便透過他搭路到英格蘭試腳，於同年2月13日林樂勤遠赴英超球會車路士青年軍試腳兩周，及後獲英冠球隊雷丁及英甲球隊斯肯索普垂青，而當時亦有多支港超球隊向他招手。2015年6月21日，林樂勤代表南華U16大勝傑志U16捧得U16足總盃冠軍，賽後他就透露自己獲港超豪門東方招手，而東方有意簽下他再外借至其他球隊，最後未有成事。
在2016年3月初，林樂勤及謝家榮曾到英超應屆冠軍球隊李斯特城試腳，但感到升上一隊難度高，所以兩人選擇了重視年輕球員的貝利，經過約6星期試腳後，最終獲英甲球會貝利垂青為二人開出一紙學徒合約，二人將會在六月回到貝利報到，以準備在16/17球季開始替貝利青年隊出戰青年聯賽。但由於遲遲未能辦理工作證，無緣在青年聯賽登場，兩人未有工作證下，只可以當觀眾只在熱身賽偶爾披甲，貝利承諾會出工資予給二人前提是申請到工作證，因此那時林樂勤與謝家榮要在曼徹斯特自費租屋，無了期在等工作證時又不停支出生活費。
由於林樂勤和貝利只餘半年約，他又是青年軍中最大的下季已是超齡球員，對方肯定不會和林樂勤續約下，便回來香港競逐港超聯賽，先後獲理文流浪及香港飛馬給予機會試訓，來到流浪時，原來叫他試腳的男拔恩師馮凱文已沒有在此教波，林樂勤又覺得飛馬的訓練與英甲模式相近，便沒有理會隊中同位置已有黎洛賢、鍾偉強及蕭俊銘3名年輕球員，決定與香港飛馬簽約半年，並由右中場轉踢左中場。而香港飛馬在2017年2月10日正式宣布林樂勤加盟球隊，並穿起27號球衣正式展開職業球員生涯，成為第4位登陸職業聯賽的車路士足校學校 (香港)學員。由於在對班霸東方龍獅的比賽前兩天，教練奇雲邦特認為林樂勤在訓練時態度認真，及友賽澳門代表隊時表現搶眼，值得聯賽正選上陣。
最終在2017年4月1日，林樂勤於香港飛馬在旺角大球場作客東方龍獅的聯賽正選上陣，職業生涯首次登場，面對新晉香港代表隊左後衛黃梓浩就分别交出兩個助攻，但最終仍被東方龍獅反勝3–5。他在及後的比賽均列入正選名單，而且都打足全場，到4月22日林樂勤於主場迎戰港會的聯賽，連續第5次在球隊正選上陣，並在85分鐘主踢角球時欲開給近柱的李毅凱，沒想到皮球直接彎入網，取得職業生涯首個入球，他再在4分鐘後單刀射入梅開二度，協助香港飛馬以5–0大勝對手。雖然林樂勤季中加盟後表現光芒四射，但因各支球會早已提交香港足球明星選舉最佳青年球員的候選名單，所以4月1日才首於香港飛馬登場的林樂勤未獲提名最佳青年球員。
惟在2017/18球季，球會有外援艾華加盟，可謂穩穩的霸佔了右翼正選，而隊長陳肇麒又移至左路，所以林樂勤都是從後備出發，僅在各項賽事上陣12場錄得1球。在2018夏天，林樂勤轉會到港超聯球會夢想FC。
在2019年夏天，林樂勤轉會到港超聯球會富力R&F。
2020年11月25日，香港超級聯賽球會冠忠南區宣布簽入林樂勤。
在2021年夏天，林樂勤轉會到港超聯球會晉峰。
2023/24球季，林樂勤轉會到港超聯球會北區。
在2024年夏天，林樂勤轉會到港超聯球會傑志。

## 國際賽生涯

### 香港青年軍
林樂勤曾經代表香港隊征戰不同賽事，2014年10月，15歲的林樂勤獲挑選入香港U16代表隊的大軍名單迎來個人首個大賽，代表香港歷史性勇闖U16亞少盃決賽周而且獲時任教練楊正光看重，雖然當年的黃金一代人材輩出同樣位置有比林樂勤大一年的播磨浩謙，不過教練還給予林樂勤兩次後備落場，但香港隊在決賽週分組賽賽事中，三戰皆敗，最終宣告無緣晉級。2017年7月，林樂勤以18歲之齡入選香港U22到緬甸參與KBZ銀行盃首個國際賽賽事，期間對柬埔寨及緬甸的賽事中表現搶眼，並在季軍戰中取得奠定勝局的入球，隨後他於2017年7月入選香港U22代表隊參與在朝鮮首都平壤舉行的亞洲足協23歲以下錦標賽外圍賽，雖然他從出發開始發燒，並在第二場對老撾時因病由原本正選退居後備，直到在香港落後0–1後後備入替，結果他不負眾望，只花1分鐘便立即為香港取得入球追平1–1完場，但最後香港以1勝2和不敗的成績，未能成為五隊最佳次名之一，無緣晉身決賽周。
2021年10月底，香港U23代表隊赴日參加U23亞洲盃外圍賽分組賽期間，近半隊球員賽後違反隔離指引，外出買酒兼醉酒鬧事。足總紀律委員會調查後決定禁止林樂勤受徵召入選香港代表隊資格一年及罰款港幣三千元， 原因是違反亞洲足協U23亞洲盃外圍賽分組賽日本賽區之防疫措施及相關指引及違反代表隊球員的行為與道德守則。

### 港澳埠際賽
2017年8月，林樂勤入選香港代表隊對澳門的第73屆港澳埠際賽名單，更在下半場初段後備入替，最終協助香港以4–0勝出成功衛冕冠軍。

### 亞運
2023年9月，林樂勤以補選身份入選香港隊出戰亞運會的決選名單。港隊以第4名完成亞運之旅，是香港參加亞運歷來最佳成績。

### 大港腳
2024年3月，林樂勤以補選身份首度獲香港隊徵召，參加作客烏茲別克的世界盃亞洲區外圍賽小組比賽，並於下半場後備入替，首度為代表隊上陣。

## 家庭生活
林樂勤父親林燦彬年輕時候曾效力麗新及東方青年軍，早年與好友山度士合作成立車路士足校學校 (香港)，現為車路士足校學校 (香港)總監，弟弟林樂賢同樣為車路士足校學校 (香港)成員，同讀拔萃男書院，他們自幼在完善配套下成長，慶幸父母全力支持追夢，父母知道兩兄弟都喜愛足球，亦沒要求他們踢到有甚麽成就，只是提醒他們堅定了目標就要努力實現。原就讀拔萃男書院的林樂勤讀書成績本身不錯，惟隨着比賽漸多及出外跟操，難以同時兼顧學業與足球，所以決定先給一年時間自己，畢竟運動員生涯短暫，讀書幾時都有得讀。

## 榮譽
香港飛馬
- 香港菁英盃亞軍（2016–17季度）

香港代表隊
- 港澳青年埠際賽冠軍（2015年）
- 港澳埠際賽冠軍（2017年）
- 省港盃冠軍（2019年）

個人
- 香港學界精英足球賽 最有價值球員（2014–15季度）

## 外部連結
- 香港足球總會網頁球員註冊資料 （页面存档备份，存于）